# Parva Curia
A  Parva Curia Déva egyik legrégibb műemléke. A romániai műemlékek jegyzékében a HD-II-m-B-03227 sorszámon szerepel.

## Története
Amikor 1800-ban megszűnt a dévai vár katonai szerepe, a várban található ingóságokat az új tulajdonos, Pogány Franciska elárverezte; a hagyomány szerint az ebből szerzett pénzzel építtette meg a Parva Curiát, ahol iskolát rendezett be. A kiegyezést követően itt volt Hunyad vármegye székhelye. Utóbb katonai kórháznak, 1870-től a dévai tanítóképzőnek  adott otthont.
A közelmúltban a Hunyad Megyei Tanfelügyelőség, majd 2007-től a Megyei Ifjúsági Igazgatóság működik benne.